# VR Bank Flensburg-Schleswig
Die VR Bank Flensburg-Schleswig eG war eine deutsche Genossenschaftsbank mit Sitz in Schleswig.
Die Produktpalette beinhaltete neben den traditionellen weit gefächerten Bankangeboten auch elektronische Direktbankleistungen. Darüber hinaus war die Bank in den Geschäftsbereichen Immobilienvermittlung, Versicherungen, Bausparen und Leasing tätig.

## Geschichte
Am 19. Dezember 1901 wurde die Bank als „Spar- und Darlehenskasse – eingetragene Genossenschaft mit unbeschränkter Haftpflicht“ von 13 Landwirten und Gewerbetreibenden in Jübek gegründet. Durch diverse Fusionen mit regionalen Volks- und Raiffeisenbanken entstand dann im Jahre 2000 die VR Bank Flensburg-Schleswig eG. Im Jahre 2018 fusionierte die Bank mit der VR Bank eG mit Sitz in Niebüll zur VR Bank Nord eG.

## Kooperationen
Die Bank kooperierte mit den Verbundunternehmen des genossenschaftlichen Finanzverbundes und war Mitglied im Einlagensicherungsfonds der Bundesverbandes der Deutschen Volksbanken und Raiffeisenbanken.